# Châu Khánh
Châu Khánh là một xã thuộc huyện Long Phú, tỉnh Sóc Trăng, Việt Nam.

## Địa lý
Xã Châu Khánh nằm ở phía tây huyện Long Phú, có vị trí địa lý:
- Phía đông giáp xã Tân Hưng
- Phía tây giáp xã Trường Khánh và thành phố Sóc Trăng
- Phía nam giáp xã Tân Thạnh và thành phố Sóc Trăng
- Phía bắc giáp xã Long Đức và xã Phú Hữu.

Xã Châu Khánh có diện tích 15,54 km², dân số năm 2022 là 7.996 người, mật độ dân số đạt 514 người/km².

## Hành chính
Xã Châu Khánh được chia thành 4 ấp: Ba, Nhất, Nhì, Tư.